# KISS Symphony: The DVD
KISS Symphony: The DVD je hudební video americké rockové skupiny Kiss. DVD obsahuje jejich nejlepší skladby natočené s melbournským symfonickým orchestrem. Velkolepý ohňostroj a bombastický koncert v neobvyklém provedení. Zvuková stopa byla použita pro živé album Kiss Symphony: Alive IV.

## Seznam skladeb
Všechno nahráno v Telstra Dome v Melbourne, Austrálie, 28. února 2003.

### 2-Diskové vydání

#### Disk 1
The Kiss Symphony Story
1. Overture
2. The calm before the storm
3. Kiss lands in Melbourne
4. Rehearsals I - Kiss meets the MSO
5. Australia's largest stadium set-up
6. Rehearsals II - Getting in the groove
7. National TV Interview
8. Kiss fans get ready
9. Production rehearsal
10. The MSO gets into makeup

Act Three: Kiss a Melbournský Symfonický Orchestr
| Pořadí | Název                                            | Autor                                  | Délka |
| ------ | ------------------------------------------------ | -------------------------------------- | ----- |
| 1.     | Detroit Rock City                                | Stanley / Ezrin                        |       |
| 2.     | King of the Night Time World                     | Stanley / Ezrin / Kim Fowley / Anthony |       |
| 3.     | Do You Love Me                                   | Stanley / Ezrin / Fowley               |       |
| 4.     | Shout It Out Loud                                | Stanley / Simmons / Ezrin              |       |
| 5.     | God of Thunder                                   | Stanley                                |       |
| 6.     | Love Gun                                         | Stanley                                |       |
| 7.     | Black Diamond                                    | Stanley                                |       |
| 8.     | Great Expectations (Australian Children's Choir) | Simmons / Ezrin                        |       |
| 9.     | I Was Made for Lovin' You                        | Stanley / Child / Poncia               |       |
| 10.    | Rock and Roll All Nite                           | Stanley / Simmons                      |       |

#### Disk 2
Act One: Kiss
| Pořadí | Název                    | Autor                    | Délka |
| ------ | ------------------------ | ------------------------ | ----- |
| 1.     | Deuce                    | Gene Simmons             |       |
| 2.     | Strutter                 | Paul Stanley / Simmons   |       |
| 3.     | Let Me Go, Rock 'n' Roll | Stanley / Simmons        |       |
| 4.     | Lick It Up               | Vinnie Vincent / Stanley |       |
| 5.     | Calling Dr. Love         | Simmons                  |       |
| 6.     | Psycho Circus            | Stanley / Mitchell       |       |

Act Two: Kiss a Melbournský Symfonický Orchestr
| Pořadí | Název               | Autor                              | Délka |
| ------ | ------------------- | ---------------------------------- | ----- |
| 1.     | Beth                | Peter Criss / Penridge / Bob Ezrin |       |
| 2.     | Forever             | Stanley / Michael Bolton           |       |
| 3.     | Goin' Blind         | Simmons / Coronel                  |       |
| 4.     | Sure Know Something | Stanley / Poncia                   |       |
| 5.     | Shandi              | Stanley / Poncia                   |       |

Act Three: Kiss a Melbournský Symfonický Orchestr
| Pořadí | Název                                            | Autor                                  | Délka |
| ------ | ------------------------------------------------ | -------------------------------------- | ----- |
| 1.     | Detroit Rock City                                | Stanley / Ezrin                        |       |
| 2.     | King of the Night Time World                     | Stanley / Ezrin / Kim Fowley / Anthony |       |
| 3.     | Do You Love Me                                   | Stanley / Ezrin / Fowley               |       |
| 4.     | Shout It Out Loud                                | Stanley / Simmons / Ezrin              |       |
| 5.     | God of Thunder                                   | Stanley                                |       |
| 6.     | Love Gun                                         | Stanley                                |       |
| 7.     | Black Diamond                                    | Stanley                                |       |
| 8.     | Great Expectations (Australian Children's Choir) | Simmons / Ezrin                        |       |
| 9.     | I Was Made for Lovin' You                        | Stanley / Child / Poncia               |       |
| 10.    | Rock and Roll All Nite                           | Stanley / Simmons                      |       |

## Sestava
- Paul Stanley – kytara, zpěv
- Gene Simmons – baskytara, zpěv
- Tommy Thayer – kytara
- Peter Criss – bicí, zpěv

a dále
- Melbournský symfonický orchestr
- Mark Opitz-producent